# امر سینگ چمکیلا (فیلم)
امر سینگ چمکیلا (به انگلیسی: Amar Singh Chamkila) یک فیلم هندی درام زندگی‌نامه‌ای به زبان هندی است که در سال ۲۰۲۴ به نمایش درآمد، فیلم بر اساس زندگی موسیقی‌دان امر سینگ چمکیلا ساخته شده است. کارگردانی و تهیه کنندگی فیلم را امتیاز علی بر عهده داشت که همچنین یکی از نویسندگان فیلم هم بود. در این فیلم دیلجیت دوسانجه در نقش اصلی بازی کرده است که نام فیلم هم بر اساس همین شخصیت انتخاب شد و پرینیتی چوپرا در نقش امرجوت بازی می‌کند که همسر او است.
موسیقی فیلم توسط ای. آر. رحمان ساخته شد و شعر توسط ارشاد کمیل نوشته شده است. فیلمبرداری اصلی در ماه دسامبر ۲۰۲۲ آغاز شد و در مارس ۲۰۲۳ به پایان رسید. نخستین نمایش فیلم در روز ۸ آوریل ۲۰۲۴ در بمبئی انجام گرفت و کمی بعد در ۱۲ آوریل ۲۰۲۴ از طریق نتفلیکس در معرض دید عموم گذاشته شد که مورد تحسین منتقدان قرار گرفت و بسیاری آن را بازگشتی دوباره برای حرفه امتیاز علی می‌دانند.

## حاشیه صوتی
موسیقی متن فیلم توسط ای. آر. رحمان ساخته شد، وفق اینکه اشعار آن توسط ارشاد کمیل نوشته شده بود. اولین آواز با نام «عشق میتایی» (Ishq Mitaye) در روز ۲۹ فوریه ۲۰۲۴ منتشر شد. دومین آواز با نام «نرم کالجا» (Naram Kaalja) در ۱۴ مارس ۲۰۲۴ منتشر گردید. موسیقی متن بعد از انتشار مورد تحسین منتقدان قرار گرفت.
| شماره      | نام                           | خواننده (ها)                                      | مدت   |
| ---------- | ----------------------------- | ------------------------------------------------- | ----- |
| ۱.         | «عشق میتایی»                  | موهیت چوهان                                       | ۴:۳۳  |
| ۲.         | «نرم کالجا»                   | آلکا یاگنیک، ریچا شارما، پوجا تیواری، یاشیکا سیکا | ۵:۰۷  |
| ۳.         | «تو چی میدونی (Tu Kya Jaane)» | یاشیکا سیکا                                       | ۴:۱۸  |
| ۴.         | «باجا (Baaja)»                | موهیت چوهان، رومی، سوریانش، ایندرپریت سینگ        | ۵:۲۳  |
| ۵.         | «از عشق بگو (Bol Mohabbat)»   | ای. آر. رحمان، کایلاش کهیر                        | ۴:۱۷  |
| ۶.         | «ویدا کارو (Vida Karo)»       | آرجیت سینگ، جونیتا گاندی                          | ۴:۳۰  |
| مجموع مدت: | مجموع مدت:                    | مجموع مدت:                                        | ۲۸:۰۰ |